# Pauropsxenus
Pauropsxenus är ett släkte av mångfotingar. Pauropsxenus ingår i familjen penseldubbelfotingar.
Kladogram enligt Catalogue of Life:
| Pauropsxenus | \| \| Pauropsxenus brachyartema \| \| \| \| \| \| Pauropsxenus laboratus \| \| \| \| \| \| Pauropsxenus vilhenae \| \| \| \| |
|              | \| \| Pauropsxenus brachyartema \| \| \| \| \| \| Pauropsxenus laboratus \| \| \| \| \| \| Pauropsxenus vilhenae \| \| \| \| |
|              | Afraustraloxenodes |
|              | |
|              | Ankistroxenus |
|              | |
|              | Anopsxenus |
|              | |
|              | Apoxenus |
|              | |
|              | Chilexenus |
|              | |
|              | Eudigraphis |
|              | |
|              | Macroxenodes |
|              | |
|              | Macroxenus |
|              | |
|              | Mauritixenus |
|              | |
|              | Mesoxenontus |
|              | |
|              | Miopsxenus |
|              | |
|              | Monographis |
|              | |
|              | Pollyxenus |
|              | |
|              | Polyxenus |
|              | |
|              | Propolyxenus |
|              | |
|              | Saroxenus |
|              | |
|              | Silvestrus |
|              | |
|              | Trichoproctus |
|              | |
|              | Typhloxenus |
|              | |
|              | Unixenus |
|              | |
|              | Pauropsxenus brachyartema |
|              | |
|              | Pauropsxenus laboratus |
|              | |
|              | Pauropsxenus vilhenae |
|              | |

|  | Pauropsxenus brachyartema |
|  |                           |
|  | Pauropsxenus laboratus    |
|  |                           |
|  | Pauropsxenus vilhenae     |
|  |                           |